# VfB Kurhessen 1905 Marburg
VfB Kurhessen 1905 Marburg was een Duitse voetbalclub uit Marburg, Hessen.

## Geschiedenis
De club ontstond op 30 augustus 1925 door een fusie tussen VfB 1905 Marburg en SV Kurhessen Marburg. Deze laatste was de voetbalafdeling van TSV 1860 Marburg, die in 1924 zelfstandig geworden was. De West-Duitse competities waren gespreid over twee jaar van 1924 tot 1926. De fusie vond dus plaats na de heenronde en voor de terugronde nam de fusieclub de plaats en de punten van VfB Marburg over dat zevende op veertien geworden was. SV Kurhessen bleef geregistreerd staan, maar verloor op papier alle wedstrijden in het seizoen 1925/26. De fusieclub deed het echter niet beter en dan VfB zelf en eindigde negende. Het volgende seizoen haalde club slechts één punt en degradeerde.
In 1928 promoveerde de club terug naar de hoogste klasse. Na twee middenmoot seizoenen werd de club in 1930/31 derde in zijn groep met slechts één punt achterstand op de twee groepswinnaars. Het volgende seizoen deed de club het nog een plaatsje beter door samen met stadsrivaal FV Germania 1908 Marburg tweede te eindigen, zij het met ruime achterstand op 1. SV Borussia Fulda. Het volgende seizoen eindigde de club zesde, dit volstond om geselecteerd te worden voor de nieuwe Gauliga Hessen, een van de nieuwe 16 hoogste klassen voor Duitsland.
In het eerste seizoen werd de club voorlaatste en degradeerde. Na één seizoen promoveerde de club weer en kon het nu twee seizoenen volhouden in de Gauliga. Op 25 september 1937 moest de club onder dwang fuseren met TSV 1860/85 Marburg en werd zo VfL 1860 Marburg.